# Andrew Reeder
Andrew Horatio Reeder (1807 - 1864) est un homme politique américain. Entre 1854 et 1855, il a été le premier gouverneur du Territoire du Kansas.

## Biographie
Il est désigné le 29 juin 1854 gouverneur du Territoire du Kansas par le président des États-Unis, le démocrate Franklin Pierce, afin de faire appliquer l'Acte Kansas-Nebraska, ce qu'il fait en utilisant l'exacerbation du sentiment d'indépendance, menant aux sept années de violences désignées sous le nom de Bleeding Kansas.
Le 30 mars 1855, des ressortissants du Missouri voisin entrent dans le Territoire du Kansas pour voter illégalement l'admission comme État libre ou un esclavagiste. Confronté à des preuves évidentes de fraude électorale, Reeder refuse de certifier les résultats et réclame une nouvelle élection. Il désigne le site de Pawnee, dans lequel il détient des intérêts financiers pour accueillir la première législature. Après seulement quatre jours, les délégués décident de se retrouver à Shawnee Mission, où ils adoptent le Code du Missouri et réclament son remplacement par le président Franklin Pierce, qui s'exécute en invoquant des « intérêts spéculatifs » répréhensibles.
Accusé de haute-trahison par un « grand jury » pro-esclavagiste, Reeder doit fuir le territoire déguisé en bûcheron en 1856, pour regagner sa Pennsylvanie natale, où il devient l'un des promoteurs actifs du Parti républicain créé en 1856.